# Siegfried Martsch
Siegfried Martsch (* 17. September 1953 in Bochum; † 15. Februar 2022) war ein deutscher Politiker (Bündnis 90/Die Grünen).

## Biografie
Nach der Hauptschule absolvierte Martsch eine Ausbildung zum Schlosser. 1969 wurde er Mitglied des von Detlef Thierig gegründeten linken Republikanischen Clubs Witten (Gruppe Lehrlinge) und nahm neben diesem, Hasso Lieber, Manfred Günther, Sigurd Hebensteit und anderen teil an einer Friedensintervention – gegen den Vietnamkrieg – im evangelischen Weihnachtsgottesdienst der Innenstadt. 1984 wurde Martsch Mitglied der Grünen im Kreisverband Borken. Er wurde Mitglied der ersten Grünen Ratsfraktion in Borken als „Sachkundiger Bürger“, Sprecher der Grünen im Städte- und Gemeindebund NRW für den Bereich der Bezirksregierung Münster und später Gründungsvorsitzender der GAR (Grün-Alternative in den Räten, der kommunalpolitischen Vereinigung in NRW).
Wegen Betruges verurteilte das Landgericht Bochum den „schwergewichtigen Nebenerwerbslandwirt“ Martsch 1985 zu einer Bewährungsstrafe. Im selben Jahr wurde er Sprecher der LAG Landwirtschaft der Grünen in NRW, was er bis 2005 blieb. Im Januar 1989 wurde er zum Sprecher der Partei (Parteivorsitzender) gewählt. In seiner Amtszeit erreichten die Grünen NRW erstmals den Einzug in den nordrhein-westfälischen Landtag. 1989/1990 unterstützte er den Aufbau des Landesverbandes Brandenburg der Grünen und hielt sich regelmäßig in Brandenburg auf.
Martsch war von 1990 bis 2000 Abgeordneter des elften und zwölften Landtags von Nordrhein-Westfalen. Martsch, der zu dem Zeitpunkt Nebenerwerbslandwirt und Hausmann war, zog jeweils über die Landesliste seiner Partei in den Landtag ein. Für einen erneuten Einzug in den 13. Landtag reichte seine Listenplatzierung auf Platz 22 nicht aus. 1999 wählte ihn, den die taz einmal einen „linken Populisten, der die grüne Seele kennt“ nannte, der nordrhein-westfälische Landtag zum Mitglied der Bundesversammlung, die Johannes Rau zum Bundespräsidenten wählte. Im selben Jahr war Martsch erfolgloser Kandidat seiner Partei für die Landratswahlen des Kreises Borken.
Seit Mai 1991 unterstützte er die Kurden im Irak. Er hielt sich häufig in Kurdistan auf und leitete verschiedene Hilfsprojekte, so auch das von der CARITAS Schweiz finanzierte Wiederaufbauprojekt für Kurdistan. Ab 2004 lebte Martsch, der einen engen Kontakt zur Familie Barzani pflegte, in Erbil in Kurdistan, leitete dort das Deutsche Kulturzentrum, eine von Martsch selbst gegründete NGO, und arbeitete in einer lokalen Handelsfirma zur Unterstützung der Deutsch-Kurdischen Handelsbeziehungen.
Martsch war verheiratet und Vater von drei Söhnen.